# Imleria
Imleria — рід грибів, що належить до родини Болетові. Один з численних родів, виділених з великого роду Boletus в 2010-х роках. Всі види роду утворюють мікоризу. 
До цієї родини належить відомий їстівний гриб Польський гриб.

## Галерея

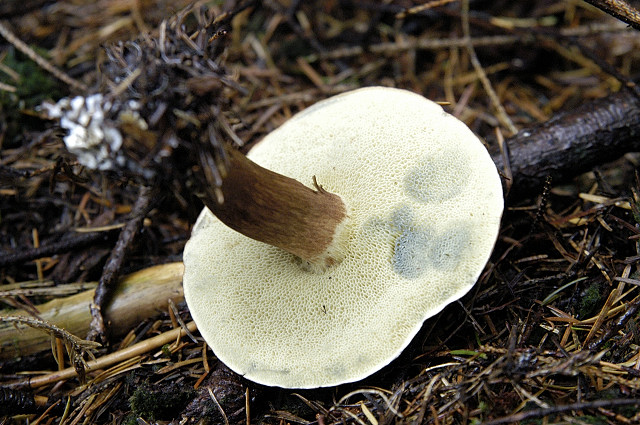
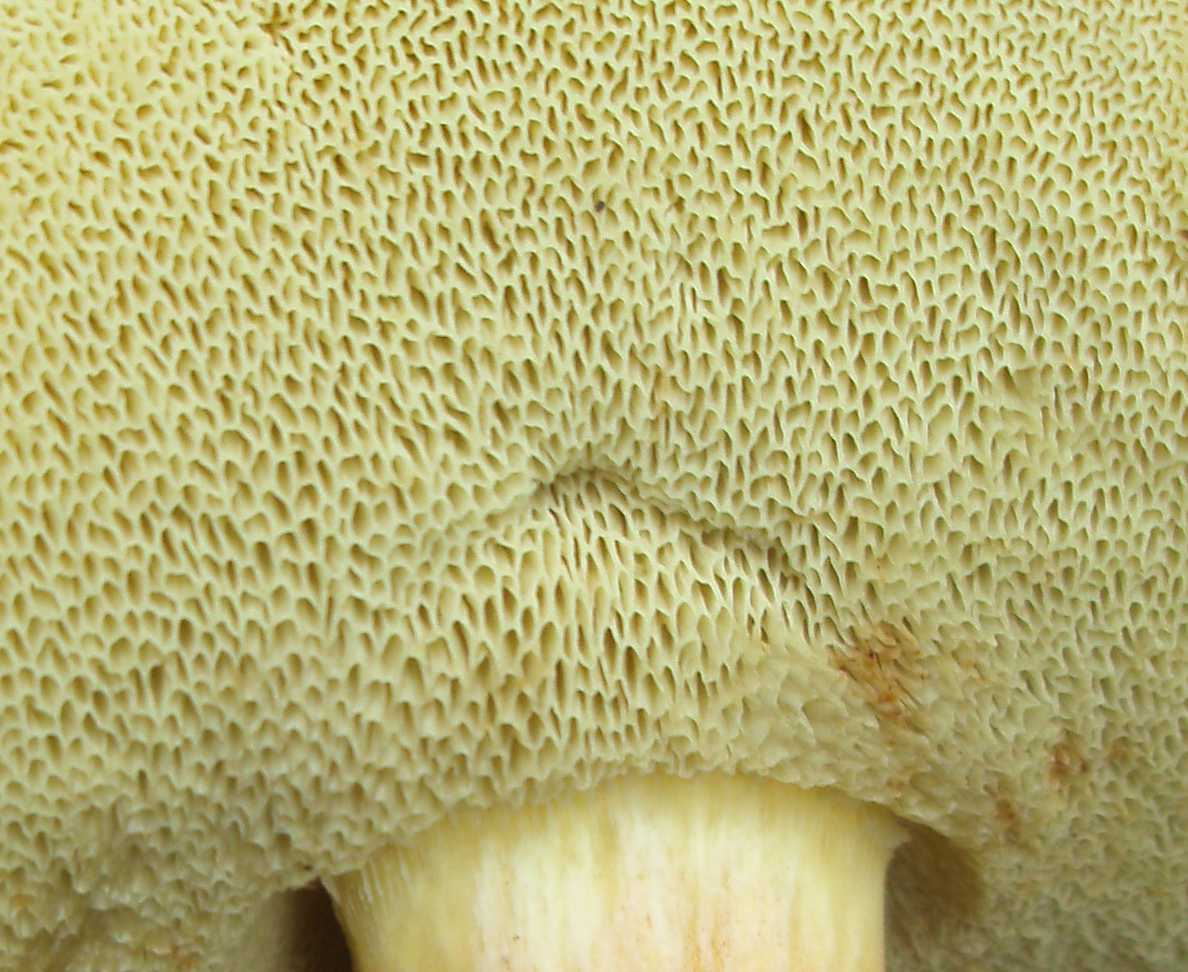
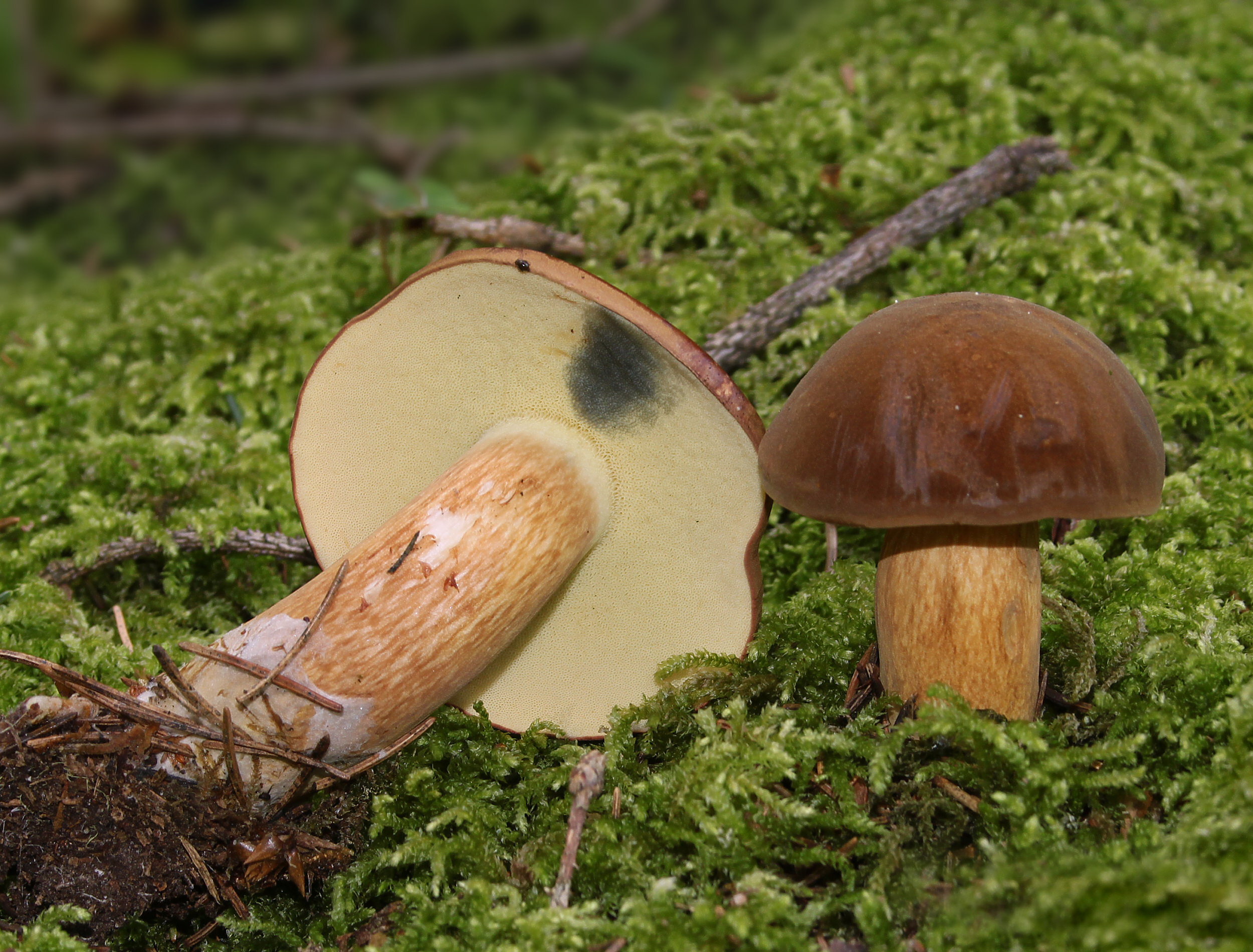
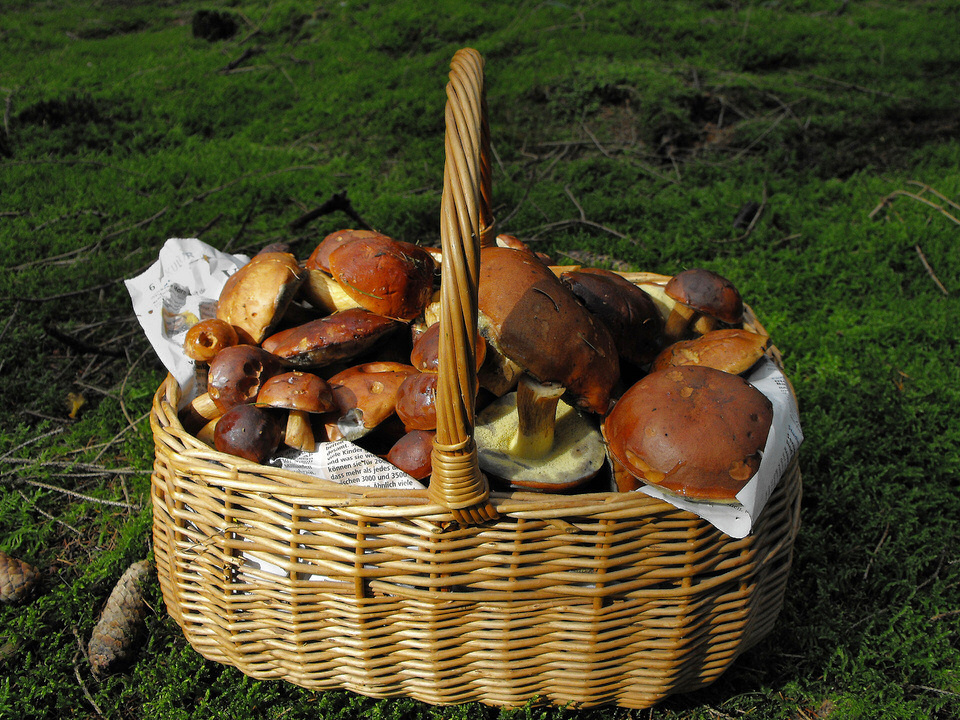

## Види
- Imleria badia
- Imleria heteroderma
- Imleria obscurebrunnea
- Imleria parva
- Imleria subalpina